# 1238
1238 (MCCXXXVIII) fue un año común comenzado en viernes del calendario juliano.

## Acontecimientos
- En España: Muhammad ibn Nasr funda la dinastía Nazarí y el Reino de Granada.
- En España: Jaime I de Aragón conquista Valencia
- Galicia - Levantamientos comunales en Santiago de Compostela contra el arzobispo.

## Nacimientos
- Teobaldo II, rey de Navarra de 1253 a 1270.

## Fallecimientos
- Enrique I el Barbudo, duque de Silesia y de Polonia.
- Juana de Inglaterra, reina de Escocia.
- Mauricio, obispo de Burgos.